# 村上由泰
村上 由泰（むらかみ よしひろ、1963年8月 - ）は、日本の実業家、株式会社カネボウ化粧品元代表取締役社長、花王株式会社常務執行役員DX戦略部門統括。

## 人物・経歴
1963年8月生まれ。1986年3月、立教大学経済学部経営学科（現・経営学部）卒業。同年4月花王株式会社入社。2011年花王マレーシア社長兼CEO、2014年花王スキンケア事業グループ長。2018年1月からカネボウ化粧品代表取締役社長。2020年、花王株式会社常務執行役員化粧品事業部門長。2023年1月、花王株式会社常務執行役員DX戦略部門統括に就任。